# HLN
HLNは、CNNワールドワイドが運営する24時間ニュース専門チャンネル。

## 概要
1982年1月1日、CNNの第2チャンネルCNN2として開局、スタジオ・ニュースルームはアトランタのCNNセンターにある。1983年からCNN Headline Newsに改称。親チャンネルにあたるCNN（アメリカ国内向け） とは違い、30分サイクルでひと通りのニュース・スポーツ・ビジネスニュースなどを放送するスタイルを取る。1990年代後半からは放送順を機械が自動的に決定するジュークボックス形式を採用。また、画面下部に株価指標やスポーツの結果などを常時表示するという差別化を図る。
2001年8月にはロゴの変更と共に分割画面を拡大して情報量を拡充、「Real news, real fast」をスローガンに掲げる。2005年には縮小し、画面下にニュースと株価指標を表示するシンプルな2段組のバーのみとなった。
2005年2月に番組の再編が行われ、プライムタイムに芸能ニュースや裁判・事件専門の番組などを編成する「ヘッドラインニュース・プライム」を開始。パーソナリティ（個性）を活かす番組作りは視聴者の獲得に繋がった。
2007年1月、チャンネル名をHeadline Newsに変更。2008年には3年ぶりにグラフィックを更新。12月にはこれまでの略称だったHLNを通称名とし、正式ロゴに起用。スローガンを「News and views」に変更。また、スクロール式だったニュースティッカーをCNNインターナショナルと同じく、1行の文章での表示に変更した。
2009年からハイビジョン放送を開始。2011年からレターボックス放送を開始。2011年は事件・司法（Crime）番組を追加し、姉妹チャンネルのTruTVから犯罪ドキュメント番組の購入、ケーシー・アンソニー裁判（「ケーリーちゃん事件」とも）による視聴率の上昇など、「ヘッドラインプライム」以来の事件路線に大きな変化が見られた。

## 主な番組（時刻はすべてET）
- Morning Express with Robin Maede（モーニング・エクスプレス ウィズ ロビン・ミード）6–10am

朝のニュースショー。Robin & Companyから改称。
- Showbiz Tonight（ショウビズ・トゥナイト）5–6pm

A.J.ハマーとブルック・アンダーソンがアンカーの芸能ニュース番組で、単独の芸能ニュースは約4年ぶりとなる。ニューヨークとロサンゼルスから放送。
- Prime News（プライム・ニュース）5–7pm

TruTV（法廷・犯罪事件専門チャンネル）のアンカーが担当。
『Prime News Tonight』（9–10pm、アンカーはマイク・ガラノスとエリカ・ヒル）を前身とする。2006年5月から放送時間を変え、エリカ・ヒルを単独アンカーとする Prime News with Erica Hill となる。CNNのサイトでその日最もアクセス数の多かったニュースをとりあげる CNN.com Most Popular などのコーナーを設けた。2008年にエリカ・ヒルは降板、マイク・ガラノスが復帰。
- Issues with Jane Velez-Mitchell（イシュー ウィズ ジェーン・ベレス=ミッチェル）7–8pm

2008年10月からつなぎ番組として始まった時事討論番組だが、現在は前番組より人気を得る。
- Nancy Grace（ナンシー・グレース）8–9pm

ナンシー・グレースによる裁判・法律分野のニュース番組。犯罪事件のほか、失踪・行方不明者に関する情報を提供。HLNで最も人気のある番組。
- The Joy Baher Show

ジョイ・ベイハーがホストのトーク番組。彼女はリベラルだが、保守のアン・コールターがゲストとして登場する。
- CNN Student News（CNNスチューデントニュース）4–4.10am

学生向けニュース番組で、HLNとインターネットで視聴可能、ビデオポッドキャストにも対応している。
週末夜と深夜は上記番組の再放送で構成する。
終了した番組
- Glenn Beck（グレン・ベック）7–8pm

保守派のラジオパーソナリティー、グレン・ベックによるトークショー。2006年から2年半放送され、ベックはFOXニュースに移籍した。

## 海外での配信
カナダや中南米への配信を行うほか、2005年には香港のケーブルTV局で同時放送するCNN Headline News Channelを開局、このチャンネル自体の海外展開はこれが初めて。

1990年代後半まではCNNインターナショナルでも放送されていたが、現在は放送されていない。

### BS1での放送
日本のNHKがBS1で放送している。かつては午前・午後・深夜各時間帯で放送枠が設定されていた事もあったが次第に放送の回数や時間は縮小され、2016年4月現在はHLN単独の放送枠は無い。
代わりに2009年4月に開始された「CNNスチューデントニュース」を平日深夜3時台と15時台に単独枠で放送している。
番組内容の一部はBS1が放送する報道番組「キャッチ！世界のトップニュース」、「国際報道2016」の中で扱われる事がある（詳細は各番組の項を参照）。
本国でのチャンネル名称変更後もしばらく番組表には昔の名称である「CNNヘッドラインニュース」で表記していたが、現在ではHLNに変更。
基本的には同時通訳付きの録画放送となるが、過去には深夜帯の放送回や、アメリカに関係する重大イベントや事件等の発生時は生放送で対応する事があった。
放送時間
（2016年4月現在）
- 平日（月～金）

15:10 - 15:20 (スチューデントニュース)
3:30 - 3:40 (スチューデントニュース)
なおいずれの放送も、スポーツ中継などにより休止になる場合がある。

#### その他
日本ではCNNj/CNNHD（いずれもJCTV運営）の2チャンネルが展開されているが、HLNの番組は原則放送されない。（ただし、過去にCNNjにて「Nancy Grace」「Shoebiz Tonight」等の番組が1度だけ放送されている。試験的な放送と思われるが詳細は不明。）
この他、CNNおよびCNNインターナショナルの放映権は、CNNと提携を結んでいるテレビ朝日にある。